# Omer Becu
Omer Becu (Oostende, 21 augustus 1902 - Antwerpen, 9 oktober 1982) was een Belgisch syndicalist.

## Levensloop
Omer Becu werd geboren in een Oostends onderwijzersgezin en liep school in het Koninklijk Atheneum 1 Centrum Oostende. Na zijn studies werkte hij een tijdlang als assistent-technicus, maar vatte in 1920 een opleiding tot radiotelegrafist aan. Vervolgens ging hij aan de slag op een vissersboot en verhuisde hij naar Antwerpen. Daar sloot hij zich aan bij de Vereeniging van Radiotelegrafisten (VRT), dat deel uitmaakte van de Vereeniging van Koopvaardijofficieren (VKO).
In 1929 was hij een van de leidende figuren van een staking met als doel een loonsverhoging te bekomen. Datzelfde jaar besloot hij de scheepvaart vaarwel te zeggen en werd hij aangesteld tot adjunct van Alexander Brandt, toenmalig secretaris van de VKO en haar internationaal equivalent, de Association international des Officiers de la Marine Marchande (AIOMM). Wanneer Brandt plots overlijdt volgt Becu hem op in beide functies. Als een van zijn eerste daden ontbindt hij de VRT, waarvan hij voorzitter was van 1929 tot 1932. Tevens sloot hij zich in deze periode aan bij de Belgische Werklieden Partij (BWP).
In de jaren 30 leidde hij tal van succesvolle acties voor loonsverhogingen en steunde hij actief de Spaanse Republikeinen in hun strijd tegen generaal Francisco Franco tijdens de Spaanse Burgeroorlog door onder andere wapentransporten te regelen. Hiervoor werd hij in 1937 opgepakt en een tijdlang opgesloten. Uiteindelijk werd hij veroordeeld tot een geldboete en een voorwaardelijke gevangenisstraf. Het zou tot 1961 duren alvorens hij (door het hof van Beroep te Brussel) gerehabiliteerd zou worden.
Tijdens de Tweede Wereldoorlog verbleef hij in ballingschap te Londen, waar hij als algemeen secretaris van de AIOMM de geallieerden steunde. Zo bekwam hij dankzij een radiotoespraak gericht aan officieren en kapiteins van de Franse koopvaardij, dat een groot aantal van hen naar Londen koers zette. Tevens rekruteerde hij onder meer marconisten onder de AIOMM-leden en werkte hij samen met de Londense antenne van de Amerikaanse afdeling arbeidsproblemen van de Office for Strategic Studies (OSS) die onder leiding stond van onder andere Arthur Goldberg. In 1942 stelde Becu zijn vakbondsnetwerk in nazi-Duitsland en West-Europa ter beschikking van de OSS en ronselde hij onder meer op het congres van de Internationale Transportarbeiders Federatie (ITF) te Londen in mei 1942 vakbondsafgevaardigden om een verbindingsnetwerk uit te bouwen voor de OSS. In de laatste oorlogsjaren ten slotte bouwde een radio-contraspionagenetwerk uit dat een belangrijke bijdrage leverde in de strijd tegen de Duitse U-boten. Daarnaast was hij secretaris van de Groep Emile Vandervelde (de Belgische socialistische parlementsleden in ballingschap) en was hij tezamen met Dore Smets en Jef Rens een van de oprichters van het Belgisch Syndicaal Centrum.
In september 1944 keerde hij terug naar Antwerpen waar hij samen met Louis Major en Roger Dekeyzer de Belgische Transportarbeidersbond (BTB) herinrichtte als (her)benoemde secretaris van de VKO en kon hij een fusie tewerkstellen van deze organisatie met de Zeemansbond. Daarnaast speelde hij een belangrijke rol in de totstandkoming van het Algemeen Belgisch Vakverbond (ABVV). In september 1945 werd hij aangesteld tot voorzitter van de BTB.  In mei 1946 werd hij lid van het uitvoerend comité van de ITF, een jaar later werd hij voorzitter van deze organisatie en in maart 1950 algemeen secretaris, een functie die hij tien jaar uitoefende. In 1953 nam hij daarnaast ook het voorzitterschap waar van het Internationaal Verbond van Vrije Vakverenigingen (IVVV) waar (tot 1957). In 1960 werd Becu algemeen secretaris van deze organisatie.
Op politiek vlak was Becu van 1947 tot 1950 actief als gemeenteraadslid voor de Belgische Socialistische Partij (BSP) te Antwerpen, alwaar hij tevens een van de stichters was van het Internationaal Zeemanshuis.